# Cambridge City FC
Cambridge City FC (celým názvem: Cambridge City Football Club) je anglický fotbalový klub, který sídlí ve městě Cambridge v nemetropolitním hrabství Cambridgeshire. Založen byl v roce 1908 pod názvem Cambridge Town FC. Od sezóny 2018/19 hraje v Southern Football League Division One Central (8. nejvyšší soutěž). Klubové barvy jsou černá a bílá.
Své domácí zápasy odehrává ve městě Impington na Glassworld Stadium s kapacitou 2 000 diváků. Původní stadion City Ground ve městě Cambridge byl totiž v roce 2013 uzavřen pro svůj havarijní stav.

## Historické názvy
Zdroj: 
- 1908 – Cambridge Town FC (Cambridge Town Football Club)
- 1950 – Cambridge City FC (Cambridge City Football Club)

## Úspěchy v domácích pohárech
Zdroj: 
- FA Cup
  - 2. kolo: 2004/05
- FA Amateur Cup
  - Semifinále: 1927/28
- FA Trophy
  - 5. kolo: 2004/05, 2005/06

## Umístění v jednotlivých sezonách
Stručný přehled
Zdroj: 
- 1950–1958: Athenian League
- 1958–1959: Southern Football League (South-Eastern Section)
- 1959–1968: Southern Football League (Premier Division)
- 1968–1970: Southern Football League (Division One)
- 1970–1976: Southern Football League (Premier Division)
- 1976–1979: Southern Football League (Division One North)
- 1979–1982: Southern Football League (Midland Division)
- 1982–1986: Southern Football League (Southern Division)
- 1986–2004: Southern Football League (Premier Division)
- 2004–2008: Conference South
- 2008–2017: Southern Football League (Premier Division)
- 2017–2018: Southern Football League (Division One East)
- 2018– : Southern Football League (Division One Central)

Jednotlivé ročníky
Zdroj: 
Legenda: Z - zápasy, V - výhry, R - remízy, P - porážky, VG - vstřelené góly, OG - obdržené góly, +/- - rozdíl skóre, B - body, červené podbarvení - sestup, zelené podbarvení - postup, fialové podbarvení - reorganizace, změna skupiny či soutěže
| Sezóny  | Liga                                            | Úroveň | Z  | V  | R  | P  | VG | OG | +/- | B  | Pozice |
| ------- | ----------------------------------------------- | ------ | -- | -- | -- | -- | -- | -- | --- | -- | ------ |
| 2009/10 | Southern Football League (Premier Division)     | 7      | 42 | 18 | 17 | 7  | 73 | 44 | +29 | 71 | 6.     |
| 2010/11 | Southern Football League (Premier Division)     | 7      | 40 | 24 | 7  | 9  | 74 | 40 | +34 | 79 | 4.     |
| 2011/12 | Southern Football League (Premier Division)     | 7      | 42 | 21 | 9  | 12 | 78 | 52 | +26 | 72 | 5.     |
| 2012/13 | Southern Football League (Premier Division)     | 7      | 42 | 20 | 6  | 16 | 63 | 57 | +6  | 66 | 8.     |
| 2013/14 | Southern Football League (Premier Division)     | 7      | 44 | 27 | 7  | 10 | 95 | 49 | +46 | 88 | 3.     |
| 2014/15 | Southern Football League (Premier Division)     | 7      | 44 | 14 | 15 | 15 | 71 | 62 | +9  | 57 | 13.    |
| 2015/16 | Southern Football League (Premier Division)     | 7      | 46 | 15 | 7  | 24 | 63 | 80 | -17 | 52 | 18.    |
| 2016/17 | Southern Football League (Premier Division)     | 7      | 46 | 12 | 11 | 23 | 46 | 72 | -26 | 47 | 21.    |
| 2017/18 | Southern Football League (Division One East)    | 8      | 42 | 23 | 8  | 11 | 99 | 53 | +46 | 77 | 6.     |
| 2018/19 | Southern Football League (Division One Central) | 8      | 38 |    |    |    |    |    |     |    |        |